# Mia Sarah
Mia Sarah és una pel·lícula espanyola del director Gustavo Ron estrenada en desembre de 2006. Ha estat doblada al català.

## Argument
Samuel (Manuel Lozano), és un adolescent de 13 anys que pateix agorafòbia d'ençà que els seus pares van morir a un accident de tràfic. S'encarrega d'ell Marina (Verónica Sánchez) la seua germana, que viu aturada pels deutes i la malaltia del seu germà. Samuel es desfà de tots els seus professors particulars, a la vegada que psicòlegs amb l'ajuda del seu iaio Paul (Fernando Fernán Gómez), cosa que porta mal de caps a Marina. Per casualitat, o més aviat per accident, Marina coneix a Gabriel (Daniel Guzmán), un psicòleg tímid que té problemes per relacionar-se amb la resta de la gent, però que no obstant té plans de treball molt originals i efectius. Encara que Samuel intenta desfer-se d'ell com de la resta de professors, amb Gabriel ho tindrà difícil.

## Repartiment
- Daniel Guzmán (Gabriel)
- Manuel Lozano (Samuel)
- Fernando Fernán Gómez (Paul)
- Verónica Sánchez (Marina)
- Phyllida Law (Sarah)
- Diana Palazón (Gabriela)
- Manuel Millán Vázquez (Mateo)
- Víctor Mosqueira (Manolo)
- María Blanco-Fafián (Ana)
- Evaristo Calvo
- Marta Solaz (Sra. Almanfort)

## Premis i nominacions
Medalles del Cercle d'Escriptors Cinematogràfics
| Categoria              | Persona               | Resultat  |
| ---------------------- | --------------------- | --------- |
| Millor actriu          | Verónica Sánchez      | Nominada  |
| Millor actor secundari | Fernando Fernán Gómez | Guanyador |
| Millor música          | César Benito          | Nominat   |
| Premi revelació        | Gustavo Ron           | Nominat   |